# Сайгатово (Московская область)
Сайгатово — деревня в Ступинском районе Московской области в составе Городского поселения Ступино (до 2006 года входила в Лужниковский сельский округ). На 2016 год Сайгатово, фактически, дачный посёлок — при отсутствии жителей в деревне 1 улица —Запрудная и 3 садовых товарищества. Впервые в исторических документах селение упоминается в 1578 году, как пустошь Сайгатова.

## Население
| 2002 | 2006 | 2010 |
| ---- | ---- | ---- |
| 7    | ↘4   | ↘0   |

Сайгатово расположено на юге района, безымянном ручье, левом притоке реки Ока, в 400 м западнее автодороги Дон, высота центра деревни над уровнем моря — 165 м. Ближайшие населённые пункты: Тутыхино — около 2 км на запад, райцентр Ступино — примерно в 4 км на восток.